# Madfinger Games
MADFINGER Games — издатель и разработчик видеоигр со штаб-квартирой в чешском городе Брно. Известны как авторы серии игр Dead Trigger, Samurai, Shadowgun и многих других. Студия состоит из опытных разработчиков, которые работали над такими играми как Mafia: The City of Lost Heaven, Vietcong и Hidden & Dangerous 2.

## История

### Основание
Перед тем как Madfinger Games была сформирована, её члены работали в 2K Czech, параллельно работая в Madfinger Games. Сама компания была основана в 2008 году, а в следующем они начали выпускать первые игры, среди них головоломка 15 Blocks Puzzle, аркада BloodyXmas и первая игра из серии Samurai — Samurai: Way of the Warrior для мобильных платформ iOS.

### Появление своей студии и продвижение
С появлением своей студии в 2010 году, они приступили к разработке и выпуску продолжений Samurai: Way of the Warrior — Samurai II: Vengeance и Samurai II: Dojo, которые на тот момент стали самыми популярными играми среди пользователей iOS и Android. В 2011 году в свет выходит новая игра — Shadowgun, ставшая первой из шутеров от первого лица для разработчиков, которую также тепло приняли пользователи iOS и Android, позднее игру выпустили для Amazon Kindle, BlackBerry, GameStick и OUYA. В декабре того же года для игры вышло небольшое сюжетное дополнение Shadowgun The Leftover.

### Развитие серий игр Shadowgun и Dead Trigger
С дебюта Shadowgun прошёл год и разработчики решили продолжить выпускать шутеры, но теперь с элементами выживания, именно так появился первый Dead Trigger, выпущенный 26 июня 2012 года для iOS и Android, а спустя год появился сиквел — Dead Trigger 2, который расширил все грани новой серии. Про Shadowgun также никто не забыл и в том же 2012 году выходит в свет мультиплеерный проект Shadowgun Deadzone, ставший спин-оффом к оригинальной части Shadowgun, а также, помимо iOS и Android был выпущен для PC, Facebook и macOS. В 2015 году из-за появления читерства на главных серверах игры, версии для PC и macOS были отключены, тем самым остались только три платформы. В конце декабря 2018 года был прекращён доступ к iOS, а в марте 2019 года и для Android и именно тогда разработчики заявили о закрытии проекта с 1 апреля 2019 года, поблагодарив и наградив всех игроков 200 тысячами золота (одна из внутриигровых валют). 22 марта 2018 года был выпущен новый мультиплеерный проект Shadowgun Legends, анонсированный в августе 2016 года, который является продолжением оригинальной Shadowgun и спин-оффа Shadowgun Deadzone. На 2019 год был анонсирован ещё один проект Shadowgun War Games. О серии Dead Trigger больше нет никаких упоминаний после выхода Dead Trigger 2.

### Выпуск Monzo и Unkilled
5 ноября 2014 года разработчики выпустили свой первый гоночный симулятор — Monzo, а через год вышел шутёр — Unkilled, который немного напоминает Dead Trigger 2.

## Игры

### Серия игр Dead Trigger
| Игра           | Дата выхода | Жанр                                               | Платформа                                            |
| -------------- | ----------- | -------------------------------------------------- | ---------------------------------------------------- |
| Dead Trigger   | 2012        | Шутер от первого лица, Survival horror, Action/RPG | Android, iOS                                         |
| Dead Trigger 2 | 2013        | Шутер от первого лица, Survival horror, Action/RPG | Amazon Kindle, Android, Facebook, iOS, Windows Phone |

### Серия игр Samurai
| Игра                        | Дата выхода | Жанр           | Платформа                                          |
| --------------------------- | ----------- | -------------- | -------------------------------------------------- |
| Samurai: Way of the Warrior | 2009        | Hack and slash | iOS                                                |
| Samurai II: Vengeance       | 2010        | Hack and slash | Amazon Kindle, Android, BlackBerry, iOS, macOS, PC |
| Samurai II: Dojo            | 2010        | Hack and slash | iOS                                                |

### Серия игр Shadowgun
| Игра                         | Дата выхода | Жанр                          | Платформа                                                   |
| ---------------------------- | ----------- | ----------------------------- | ----------------------------------------------------------- |
| Shadowgun                    | 2011        | Шутер от третьего лица        | Amazon Kindle, Android, BlackBerry OS, GameStick, iOS, OUYA |
| Shadowgun The Leftover       | 2011        | Шутер от третьего лица        | Android, iOS                                                |
| Shadowgun Deadzone (закрыт)  | 2012        | Шутер от третьего лица        | Android, Facebook, iOS, macOS, PC                           |
| Shadowgun Legends            | 2018        | Шутер от первого лица, MMORPG | Android, iOS, tvOS                                          |
| Shadowgun War Games (закрыт) | 2020        | Шутер от первого лица         | Android, iOS                                                |

### Другие игры
| Игра              | Дата выхода | Жанр                              | Платформа                   |
| ----------------- | ----------- | --------------------------------- | --------------------------- |
| 15 Blocks Puzzle  | 2009        | Головоломки                       | iOS                         |
| BloodyXmas        | 2009        | Аркада, Action/RPG                | iOS                         |
| Monzo             | 2014        | Симулятор                         | Android, iOS                |
| Unkilled          | 2015        | Шутер от первого лица, Action/RPG | Android, iOS, Windows Phone |
| Gray Zone Warfare | 2024        | Шутер от первого лица, MMORPG     | PC                          |